# 拉姆施泰因空军基地

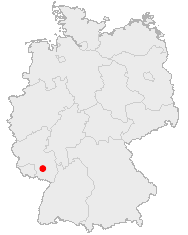
拉姆施泰因空军基地所在位置

拉姆施泰因空军基地（英語：Ramstein Air Base）是美国空军在德国莱茵兰-普法尔茨州的一个军事基地。拉姆施泰因空军基地毗邻拉姆施泰因-米森巴赫镇，是北约在欧洲最大的空军基地，也是美国驻欧洲空军总部所在地。现驻扎美國空軍第86空運聯隊。
1988年義大利空軍表演隊曾在此發生拉姆施泰因航展事故。
2006年德国世界杯期间，拉姆施泰空军基地曾为美国国家足球队提供住所。